# Katti Hoflin
Katarina "Katti" Hoflin, född 9 december 1964, är en svensk kulturchef, författare och före detta programledare.  

## Biografi
I vörjan av sin karriär arbetade Hoflin som programledare för barnprogram som Bolibompa, Bullen, Nu är det nu och Djursjukhuset. Tillsammans med Viveka Gustavsson utgjorde hon musikgruppen Katt Kombat.
Hoflin har tävlat i underhållningsprogrammet På Spåret tillsammans med Sven Melander. 
Den 1 januari 2007 blev Hoflin ansvarig för barnkulturen på Kulturhuset i Stockholm. Den 1 augusti 2011 tillträdde hon som verksamhetschef på Dunkers kulturhus i Helsingborg. och i början av 2015 som chef för Stockholms stadsbibliotek. Vid sidan om sitt ordinarie uppdrag som stadsbibliotekarie för Stockholms stadsbibliotek ledde Katti Hoflin från hösten 2016 till juni 2018 regeringens Läsdelegation, som ska "samla insatser för läsning inom skola, kultur, idrott och föreningsliv och utanför skolan".
12 februari 2018 tillträdde Katti Hoflin tjänsten som kulturchef i Västra Götalandsregionen, som har den största regionala kulturbudgeten i Sverige med närmare 1,6 miljarder kronor i regionalt stöd och statliga medel till 49 kommuner.

## Diskografi
- Katt Kombat, Twin Music (1992)[12]

## Priser och utmärkelser
- Beppepriset 2007[13]